# 国民革命军第一〇四军
国民革命军第一百零四军，前身为暂编第三军，是傅作义系部队。

## 历史
1940年傅作义以所部暂编第11师与东北挺进军新编骑兵第3师合编组建暂编第三军。
1945年10月参加了对共军的绥远战役。1946年7月至10月参加了大同集宁战役，暂编第11师大部、暂编第17师1个团被人民解放军歼灭。1946年10月参加张家口战役。
1947年夏秋，应陈诚要求，支援东北战场，参加了东北秋季攻势和华北战场察南绥东战役、冀热察战役。
1948年9月，该军改称为第一百零四军，所辖3个师改称第250师、第258师、第269师。1948年12月5日平津战役第一阶段，该军率第250师、第269师奉命前往新保安解救第三十五军，被包围于怀来东面的横岭关一带被歼。1948年12月下旬，第258师在怀来西南地区，被人民解放军包围后全歼，师长张惠源被俘。
1949年1月于平绥线怀来、康庄地区被歼，少将副军长王宪章、少将参谋长郝勤福、少将政工处长张沧等被俘，军长安春山被俘后自称伙夫获释回北平。收容残部重建该军。
- 第250师：残部为基础重新组建
- 第269师：残部为基础重新组建
- 第258师：傅作义将直隶“剿匪”总司令部的第309师改称。
- 第308师
- 第311师

1949年1月22日，104军跟随傅作义参加和平改编，以师为单位改编为解放军独立师，颁发独立师的新番号，第104军并入到了东野第1纵队。